# Marek Tabin
Marek Tabin (ur. 25 kwietnia 1940) – polski socjolog, działacz opozycji w PRL, dziennikarz.

## Życiorys
Studiował fizykę, a następnie socjologię na Uniwersytecie Warszawskim. Po studiach pracował w Instytucie Profilaktyki Społecznej i Resocjalizacji Wydziału Stosowanych Nauk Społecznych i Resocjalizacji Uniwersytetu Warszawskiego. W latach 70. obronił pracę doktorską. W styczniu 1976 roku podpisał list protestacyjny do Komisji Nadzwyczajnej Sejmu PRL przeciwko zmianom w Konstytucji Polskiej Rzeczypospolitej Ludowej. W 1978 został członkiem założycielem Towarzystwa Kursów Naukowych. Należał do NSZZ „Solidarność”, W lutym 1981 był jednym z założycieli wydawnictwa Krąg. Internowany w stanie wojennym (od 13 grudnia do 22 grudnia 1981 w Białołęce, od 22 grudnia 1981 do 12 marca 1982 w Jaworzu). Od września 1983 przebywał na emigracji we Francji. W 1985 został redaktorem naczelnym "Biuletynu Informacyjnego" (franc. "Bulletin d'Information du Comité Solidarité à Paris") - organu paryskiego Komitetu Koordynacyjnego NSZZ „Solidarność”. W latach 1988–1994 był pracownikiem Rozgłośni Polskiej Radia Wolna Europa. Następnie powrócił do Polski, pracował na Uniwersytecie Warszawskim, kolejno w Instytucie Socjologii i Instytucie Stosowanych Nauk Społecznych.
W 2009 został odznaczony Krzyżem Kawalerskim Orderu Odrodzenia Polski (M.P. z 2010, nr 29, poz. 390)
Jego ojcem był Stanisław Tabin (1906-1997), profesor nauk rolniczych.